# Vlekvleugeldikbek
De vlekvleugeldikbek (Mycerobas melanozanthos) is een zangvogel uit de familie Fringillidae (vinkachtigen).

## Verspreiding en leefgebied
Deze soort komt voor in de bergen van noordelijk Pakistan tot zuidelijk Tibet, zuidwestelijk China, Myanmar en Thailand.